# فلسفة شرقية
تشمل الفلسفة الشرقية أو الفلسفة الآسيوية مختلف الفلسفات التي نشأت في منطقتي شرق وجنوب آسيا، ومن ضمنها كل من الفلسفة الصينية والفلسفة اليابانية والهندية والفلسفة الكورية التي تسود في كل من شرق آسيا وفيتنام، والفلسفة الهندية (ومن ضمنها الفلسفة البوذية) التي تسود في جنوب آسيا وجنوب شرق آسيا والتبت ومنغوليا.

## فلسفة السيخ
السيخية هي ديانة هندية طورها جورو ناناك بين عامي 1469 و 1539 في منطقة البنجاب خلال عهد المغول. يُسمى كتابهم المقدس الرئيسي بجورو جرانث صاحب. تشمل المعتقدات الأساسية التأمل الروحي المستمر في اسم الخالق الواحد واتباع المعلّم الروحي بدلاً من الخضوع لأهواء النفس؛ وعيش حياة رب البيت بدلاً من الرهبنة والعمل الصادق على فضائل دهرام وهي البر والواجب الأخلاقي، والمساواة بين جميع البشر والإيمان بنعمة الله. تشمل السيخية المفاهيم الأساسية مثل سيمران وسيوا والأركان الثلاثة للسيخية والكافات الخمسة.

## الفلسفة الهندية الحديثة
طوّر الهنود في القرن التاسع عشر أساليبًا جديدة للتفكير تُعرف الآن باسم النيو فيدانتا والحداثة الهندوسية استجابةً للاستعمار واتصالهم بالفلسفة الغربية. ركزت أفكارهم على عالمية الفلسفة الهندية (خاصة الفيدانتا) ووحدة الأديان المختلفة. قدم الحداثيون الهندوس خلال هذه الفترة هندوسية مفردة مثالية وموحدة مثبتة بفلسفة أدفايتا فيدانتا. كما تأثروا بالأفكار الغربية.
كانت حركة براهمو سمج المتأثر برام موهان روي أول هذه الحركات، وكان سوامي فيفيكاناندا من المؤثرين بشكل كبيرعلى تطوير حركات الإصلاح الهندوسية. كان للفكر الهندوسي الحديث أيضًا تأثيرًا على الثقافة الغربية من خلال عمل الهنود مثل فيفيكاناندا وكذلك الغربيين مثل أنصار المجتمع التصوّفي.
يُعد الفكر السياسي للقومية الهندوسية تيارًا هامًا آخر في الفكر الهندي الحديث. كان لأعمال المهاتما غاندي ورابيندراناث طاغور وأوروبيندو وكريشنا تشاندرا بهاتاشاريا وسارفيبالي رادكريشنان تأثيرًا كبيرًا على الفلسفة الهندية الحديثة.
من اليسار إلى اليمين: فيرشاند غاندي، أناجاريكا دارمابالا، سوامي فيفيكاناندا، وغاستة ن بونيت موري في برلمان الديانات العالمية في عام 1893.

## الفلسفات البوذية
بدأت الفلسفة البوذيَّة بفكر وتعاليم غوتاما بوذا (بين القرنين السادس والرابع قبل الميلاد) وتحتفظ النصوص البوذيَّة الأولى بمبادئ هذه الفلسفة. تُشير الفلسفة البوذيَّة من ناحية عامة إلى التقصيات الفلسفيَّة التي تطورت بين المدارس البوذيَّة المختلفة في شبه القارة الهنديَّة والتي انتشرت لاحقًا في جميع أنحاء آسيا عبر طريق الحرير. يُعدّ الفكر البوذي فكرًا عابرًا للأقاليم والثقافات، وهذا هو التقليد الفلسفي السائد في التبت ودول جنوب وشرق آسيا مثل سريلانكا وبورما.
ينصب الاهتمام الرئيسي للبوذيَّة على مفهوم الخلاص، والمعروف في البوذيَّة باسم التحرر من الدوكَّا (المعاناة). نظرًا لأن الجهل بالطبيعة الحقيقية للأشياء يعتبر أحد جذور المعاناة فإن المفكرين البوذيين يهتمون بالأسئلة الفلسفية المتعلقة بنظرية المعرفة واستخدام العقل. تشمل المفاهيم الرئيسيَّة في الفلسفة البوذيَّة كلاً من الحقائق النبيلة الأربع، والأناتا (اللاذات) نقدًا لهوية شخصيَّة ثابتة، وعابرة كل شيء (الأنيكا)، وبعض الشكوك حول مسائل الميتافيزيقية. غطى المفكرون البوذيون في الهند وفي شرق آسيا موضوعات متنوعة مثل الظواهر والأخلاق وعلم الوجود وعلم النظريات والمنطق وفلسفة الزمن.
طورت التقاليد الفلسفية البوذية اللاحقة ما يُسمى بالأبهيدراما (المذهب العالي)، وطوّر فلاسفة مذهب المهايانا مثل ناجاريونا وفاسوباندهو نظريات شونياتا (الفراغ) وهي شكل من أشكال الظواهر أو المثالية التجاوزيّة. روّجت مدرسة ديجناجا في برامانا شكلاً معقدًا من نظرية المعرفة والمنطق البوذي. ساهم هذا التقليد بحدوث ما سُمي التحول المعرفي في الفلسفة الهندية. أصبح هذا التقليد من المنطق البوذي النظام المعرفي الرئيسي المستخدم في الفلسفة البوذية التبتية والنقاش وذلك من خلال عمل دهارماكيرتي.

### الحداثة البوذية
شهدت الفترة الحديثة ازدهار الحداثة البوذية والبوذية الإنسانية تحت التأثيرات الغربية وتطور البوذية الغربية مع التأثيرات من علم النفس الحديث والفلسفة الغربية. من بين الدعاة المهمين للحداثة البوذية أناجاريكا دارمابالا (1864–1933) والأمريكي هنري ستيل أولكوت، والحداثيون الصينيون مثل تايكسو (1890-1947) ويين شون (1906–2005)، والتبتي جيندن تشوفيل ( 1903-1951).
تشير الحداثة البوذية إلى أشكال البوذية التي نشأت نتيجة الانخراط مع القوى الثقافية والفكرية المهيمنة في الحداثة. تضمنت القوى التي أثرت على الحداثيين مثل دهامابالا ويين شون قيم التنوير والعلوم الغربية. تأسست حركة بوذية جديدة على يد زعيم الداليت الهندي المؤثر أمبيدكار في الخمسينيات من القرن الماضي، والذي أكد على الإصلاح الاجتماعي والسياسي.

## فلسفات شرق آسيا

### الصينيَّة

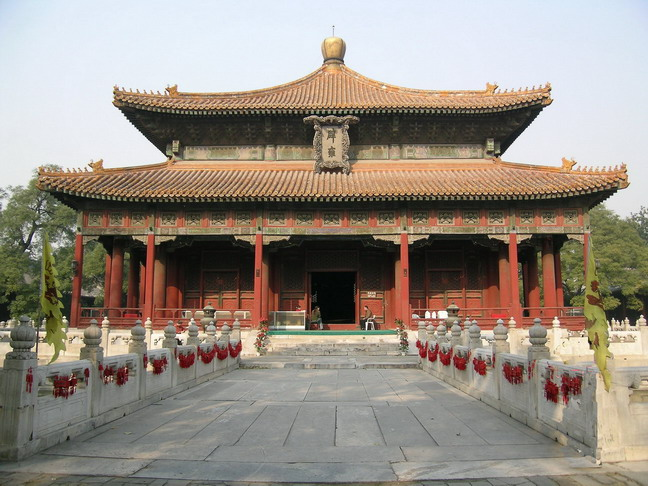
إحدى القاعات الرئيسيَّة للكلية الإمبراطوريَّة (国子监) في وسط بكين، والتي كانت أسمى وأرفع مؤسسات التعليم العالي في الصين خلال الحقبة ما قبل الحديثة.

بدأ الفكر الفلسفي الشرق آسيوي في الصين القديمة، وبدأت الفلسفة الصينيَّة إبَّان عهد سلالة تشو الغربيَّة، والفترات اللاحقة التي تبعتها بعد سقوطها عندما ازدهرت مدارس الفكر المئة خلال الفترة الممتدة من القرن السادس قبل الميلاد إلى حوالي عام 221 قبل الميلاد. تميَّزت هذه الفترة بما شهدته من تطورات فكريَّة وثقافيَّة كبيرة، وشهدت صعود نجم المدارس الفلسفيَّة الصينيَّة الرئيسيَّة (الكونفوشيَّة والشرعويَّة والطاويَّة). وكذلك العديد من المدارس الأقل نفوذاً كالموهيَّة ومدرسة الأسماء ومدرسة يين يانغ.
طورت هذه التقاليد الفلسفيَّة نظريات الميتافيزيقيا والسياسية والأخلاقيَّة التي كان لها مع البوذيَّة الصينيَّة تأثيرًا مباشرًا على بقية المجال الثقافي في شرق آسيا. بدأت البوذيَّة تصل إلى الصين خلال عهد سلالة هان الحاكمة من خلال انتقالها التدريجي عبر طريق الحرير، وتطوير أشكال صينيَّة مميزة تطويرًا تدريجيًا مثل زن أو تشان.

#### الكونفوشيَّة
الكونفوشيَّة هي منظومة فلسفيَّة صينيَّة ذات تطبيقات شعائريَّة وأخلاقيَّة ودينيَّة. تطورت الكونفوشيَّة حول تعاليم كونفوشيوس (551–479 ق.م) الذي رأى نفسه ناقلًا لقيم وعقائد الأجداد والأقدمين الذين جاءوا من قبله، ومن فلاسفة الكونفوشيَّة التقليديَّة الآخرون هنالك منسيوس وزونزي.
تُركِّز الكونفوشيَّة على مجموعة من القيم الإنسانيَّة المحددة مثل التناغم العائلي والاجتماعي، وبر الوالدين (孝)، ورن أو الإحسان (仁)، ولي (禮) وهي منظومة من الطبائع الشعائريَّة التي تحدد كيف يجب على الشخص التصرف حتى يكون متناغمًا مع قانون السماء أو تيان (天). تُعتبر هذه القيم في الكونفوشيَّة مستندة على مبدأ السماء أو تيان (天) وهو مبدأ فائق، وكذلك تشمل على الإيمان بالآلهة والأرواح أو شن (神).
كانت الكونفوشيَّة من كبرى المدارس الفكريَّة للدولة الإمبراطوريَّة خلال عهد سلالة هان الحاكمة (206ق.م–220م)، ومثَّلت الكونفوشيَّة الجديدة إعادة الإحياء التي مر بها التقليد خلال عهد سلالة تانغ الحاكمة (618–907). وتجدد الاهتمام بالكونفوشيَّة الجديدة خلال السلالات الحاكمة اللاحقة في الصين مثل سلالة سونغ الحاكمة (960–1297) وسلالة مينغ الحاكمة (1368–1644)، وكذلك في كوريا خلال عهد سلالة جوسون على يد مفكرين من أمثال تشو شي (1130–1200) ووانغ يانغمينغ (1472–1529) فغدت الكونفوشيَّة الجديدة المدرسة الفكريَّة السائدة وعملت الدولة الإمبراطوريَّة على الترويج لها. وأصبحت النصوص الكونفوشيَّة الكلاسيكيَّة بدءاً من عهد سلالة سونغ الحاكمة الأساس المعتمد للاختبارات الإمبراطوريَّة. كما كانت هذه النصوص الفلسفة الأساسيَّة التي عملت بها طبقة المسؤولين الإمبراطوريين. تراجع تأثير الكونفوشيَّة في الصين خلال القرن العشرين، ولكن كان هناك مؤخرًا محاولات جديدة لإحيائها.
ومن الناحية التقليديَّة فقد تأثرت بلدان شرق آسيا والبلدان الواقعة في مجالها الثقافي بالكونفوشيَّة إلى حد كبير وهذا يشمل كلًا من جمهوريَّة الصين الشعبيَّة وهونغ كونغ وماكاو واليابان وكوريا وتايوان وفيتنام، بالإضافة إلى عدة مناطق أخرى يقطنها نسبة عاليَّة من صيني المهجر مثل سنغافورة.

#### الشرعويَّة
كانت الشرعويَّة (مدرسة الأساليب أو المعايير) تقليدًا فلسفيًا ركَّز على القوانين والسياسة الواقعيَّة والإدارة البيروقراطيَّة. تجاهلت الشرعويَّة الأخلاق أو وجهات النظر المثاليَّة التي تتعلق بحالة المجتمع. وركزت على الحكومة البراغماتيَّة من خلال سلطة المستبدين والدولة، وكان هدفها هو تحقيق مزيد من النظام والأمن والاستقرار. تأثرت الشرعويَّة في البداية بالأفكار الموهيَّة.
من الشخصيات الرئيسية في هذه المدرسة: المسؤول والفيلسوف السياسي شين بوهاي، وشانغ يانغ الذي كان شخصية مركزيَّة أخرى في هذه المدرسة حيث كان رجل دولة ومصلحًا بارزًا ولعب دوراً في تحويل ولاية تشين إلى قوة مهيمنة استطاعت غزو بقية الصين في عام 221 قبل الميلاد. بدأ هان فاي بتجميع أفكار الشرعويين الآخرين في نصه المسمى هان فايزي، وهو أحد أكثر النصوص القانونية نفوذاً والذي اسخدمه رجال الدولة والحكام الصينيون المتعاقبون كدليل للحكم السياسي والتنظيم البيروقراطي للدولة الإمبراطوريَّة.

#### الموهيَّة
تأسست الفلسفة الموهيَّة (مدرسة مو) على يد الفيلسوف الصيني موزي الذي عاش بين عام 470 وعام 391 ما قبل الميلاد بمساعدة طلابه. كانت مدرسة فكرية كبيرة ومنافسة للكونفوشيَّة والطاويَّة خلال فترة الربيع والخريف وحقبة الممالك المتحاربة (770-221 قبل الميلاد). إن النص الرئيسي للمدرسة هو كتاب موزي (墨子). كان للموهيَّة تأثير لاحق فقد عمل أتباع الشرعويَّة على فهم الفكر الإداري للموهيَّة فيما بعد، وفُهمت أخلاقياتهم في الكونفوشيَّة، كما ودُمجت الكتابات الموهيَّة أيضًا في الشريعة الطاويَّة. اختفت الموهيَّة كمدرسة فلسفيَّة مستقلة بعد عصر سلالة تشين الحاكمة.